# أندي هاميلتون
أندي هاميلتون (بالإنجليزية: Andy Hamilton)‏ هو لاعب كرة قدم أمريكية أمريكي، ولد في 8 أبريل 1950 في روستون في الولايات المتحدة.

## وصلات خارجية
- أندي هاميلتون على موقع مرجع كرة القدم المحترفة.كوم (الإنجليزية)
- أندي هاميلتون على موقع JustSportsStats.com (الإنجليزية)
- أندي هاميلتون على موقع كلية كرة القدم في سبورتس رفرنس.كوم (الإنجليزية)